# General Trias
General Trias é uma cidade de primeira classe de renda municipal na província Cavite, nas Filipinas. De acordo com o censo de 1 maio  de  2020 possui uma população de 450 583 pessoas e 117 910 domicílios.